# Línea Azul (Tren Ligero de Charlotte)
La Línea Azul (en inglés: Blue Line) es una línea del Tren Ligero de Charlotte. La línea opera entre las estaciones Séptima Calle y en I-485 / South Boulevard, iniciando desde el Centro de Charlotte a hasta el Sur de Charlotte, por la Interestatal 485.